# 萨蒂略
萨蒂略（法語：Satillieu，法語發音：[satiljø]）是法国阿尔代什省的一个市镇，位于该省北部，属于罗讷河畔图尔农区。

## 地名
该地名“Satillieu”发音为[satiljø]而非[satijø]，《世界地名翻译大辞典》与《世界地名译名词典》将其误译作“萨蒂约”。

## 地理
萨蒂略（45°9'1"N, 4°36'51"E）面积32.82 平方千米，位于法国奥弗涅-罗讷-阿尔卑斯大区阿尔代什省，该省份为法国东南部内陆省份，北起顺时针与卢瓦尔省、伊泽尔省、德龙省、沃克吕兹省、加尔省、洛泽尔省和上盧瓦爾省接壤。
与萨蒂略接壤的市镇（或旧市镇、城区）包括：拉法尔、拉卢韦斯克、帕亚雷斯、普雷欧、圣阿尔邦代、圣罗曼代、圣桑福里安德马安、沃德旺、沃康斯。
萨蒂略的时区为UTC+01:00、UTC+02:00（夏令时）。

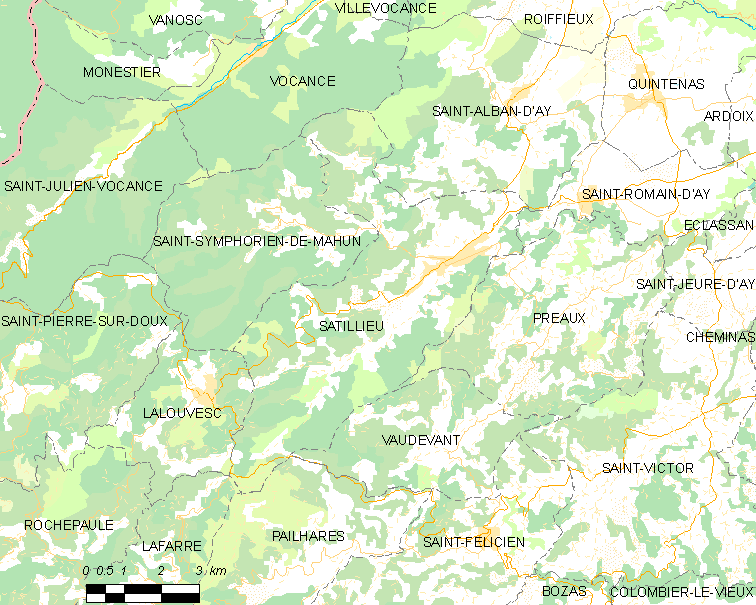
萨蒂略的OSM定位图

## 行政
萨蒂略的邮政编码为07290，INSEE市镇编码为07309。

## 政治
萨蒂略所属的省级选区为上维瓦赖县。

## 人口

1962-2008年间萨蒂略人口变化图示

萨蒂略于2022年1月1日时的人口数量为1502人。